# Okręg wyborczy nr 3 do Sejmu Rzeczypospolitej Polskiej (1993–2001)
Okręg wyborczy nr 3 do Sejmu Rzeczypospolitej Polskiej (1993–2001) obejmował województwo bialskopodlaskie. W ówczesnym kształcie został utworzony w 1993. Wybieranych było w nim 3 posłów w systemie proporcjonalnym.
Siedzibą okręgowej komisji wyborczej była Biała Podlaska.

## Wyniki wyborów
| Podział 3 mandatów: SLD: 1 PSL: 2 |

| Podział 3 mandatów: SLD: 1 PSL: 1 AWS: 1 |

## Reprezentanci okręgu
| Sejm | Rok  | Poseł KW                                 | Poseł KW                                 | Poseł KW                                 | Poseł KW                                 | Poseł KW                                 | Poseł KW                                 |
| ---- | ---- | ---------------------------------------- | ---------------------------------------- | ---------------------------------------- | ---------------------------------------- | ---------------------------------------- | ---------------------------------------- |
| II   | 1993 |                                          | F. Stefaniuk PSL                         |                                          | S. Skomra SLD                            |                                          | T. Sławecki PSL                          |
| III  | 1997 |                                          | F. Stefaniuk PSL                         | J. Bergier AWS                           | S. Skomra SLD                            |                                          |                                          |
| IV   | 2001 | okręg zniesiony – patrz okręgi nr 7 i 18 | okręg zniesiony – patrz okręgi nr 7 i 18 | okręg zniesiony – patrz okręgi nr 7 i 18 | okręg zniesiony – patrz okręgi nr 7 i 18 | okręg zniesiony – patrz okręgi nr 7 i 18 | okręg zniesiony – patrz okręgi nr 7 i 18 |

### Wybory parlamentarne 1993
| Komitet wyborczy                                      | Komitet wyborczy                                         | Głosów | %     | Mandaty | Wybrani posłowie                       |
| ----------------------------------------------------- | -------------------------------------------------------- | ------ | ----- | ------- | -------------------------------------- |
|                                                       | Polskie Stronnictwo Ludowe                               | 36 348 | 32,68 | 2       | Franciszek Stefaniuk, Tadeusz Sławecki |
|                                                       | Sojusz Lewicy Demokratycznej                             | 19 136 | 17,21 | 1       | Szczepan Skomra                        |
|                                                       | Katolicki Komitet Wyborczy „Ojczyzna”                    | 9275   | 8,34  | –       |                                        |
|                                                       | Koalicja dla Rzeczypospolitej                            | 5772   | 5,19  | –       |                                        |
|                                                       | Polskie Stronnictwo Ludowe – Porozumienie Ludowe         | 4940   | 4,44  | –       |                                        |
|                                                       | Bezpartyjny Blok Wspierania Reform                       | 4358   | 3,92  | –       |                                        |
|                                                       | Samoobrona – Leppera                                     | 4328   | 3,89  | –       |                                        |
|                                                       | Unia Demokratyczna                                       | 4124   | 3,71  | –       |                                        |
|                                                       | Partia X                                                 | 3904   | 3,51  | –       |                                        |
|                                                       | Konfederacja Polski Niepodległej                         | 3858   | 3,47  | –       |                                        |
|                                                       | Porozumienie Centrum                                     | 3835   | 3,45  | –       |                                        |
|                                                       | Niezależny Samorządny Związek Zawodowy „Solidarność”     | 3644   | 3,28  | –       |                                        |
|                                                       | Unia Pracy                                               | 3293   | 2,96  | –       |                                        |
|                                                       | Unia Polityki Realnej                                    | 1767   | 1,59  | –       |                                        |
|                                                       | Kongres Liberalno-Demokratyczny                          | 1517   | 1,36  | –       |                                        |
|                                                       | Ojczyzna – Lista Polska                                  | 793    | 0,71  | –       |                                        |
|                                                       | Polska Wspólnota Narodowa – Polskie Stronnictwo Narodowe | 315    | 0,28  | –       |                                        |
| Frekwencja: 52,74% Źródło: Państwowa Komisja Wyborcza |                                                          |        |       |         |                                        |

Poniższa tabela przedstawia podział mandatów dla komitetów wyborczych na podstawie uzyskanych głosów, a następnie obliczonych ilorazów wyborczych na podstawie metody D’Hondta.
| Podział mandatów dla komitetów wyborczych na podstawie metody D’Hondta | Podział mandatów dla komitetów wyborczych na podstawie metody D’Hondta | Podział mandatów dla komitetów wyborczych na podstawie metody D’Hondta | Podział mandatów dla komitetów wyborczych na podstawie metody D’Hondta | Podział mandatów dla komitetów wyborczych na podstawie metody D’Hondta | Podział mandatów dla komitetów wyborczych na podstawie metody D’Hondta | Podział mandatów dla komitetów wyborczych na podstawie metody D’Hondta | Podział mandatów dla komitetów wyborczych na podstawie metody D’Hondta |
| Komitet wyborczy                                                       | Komitet wyborczy                                                       | Liczba głosów                                                          | Iloraz wyborczy                                                        | Iloraz wyborczy                                                        | Iloraz wyborczy                                                        | Mandaty                                                                | TP                                                                     |
| Komitet wyborczy                                                       | Komitet wyborczy                                                       | Liczba głosów                                                          | /1                                                                     | /2                                                                     | /3                                                                     | Mandaty                                                                | TP                                                                     |
| ---------------------------------------------------------------------- | ---------------------------------------------------------------------- | ---------------------------------------------------------------------- | ---------------------------------------------------------------------- | ---------------------------------------------------------------------- | ---------------------------------------------------------------------- | ---------------------------------------------------------------------- | ---------------------------------------------------------------------- |
|                                                                        | Polskie Stronnictwo Ludowe                                             | 36 348                                                                 | 36 348                                                                 | 18 174                                                                 | 12 116                                                                 | 2                                                                      | 1,53                                                                   |
|                                                                        | Sojusz Lewicy Demokratycznej                                           | 19 136                                                                 | 19 136                                                                 | 9568                                                                   | 6379                                                                   | 1                                                                      | 0,81                                                                   |
|                                                                        | Bezpartyjny Blok Wspierania Reform                                     | 4358                                                                   | 4358                                                                   | 2179                                                                   | 1453                                                                   | 0                                                                      | 0,18                                                                   |
|                                                                        | Unia Demokratyczna                                                     | 4124                                                                   | 4124                                                                   | 2062                                                                   | 1375                                                                   | 0                                                                      | 0,17                                                                   |
|                                                                        | Konfederacja Polski Niepodległej                                       | 3858                                                                   | 3858                                                                   | 1929                                                                   | 1286                                                                   | 0                                                                      | 0,16                                                                   |
|                                                                        | Unia Pracy                                                             | 3293                                                                   | 3293                                                                   | 1647                                                                   | 1098                                                                   | 0                                                                      | 0,14                                                                   |
| Ogółem                                                                 | Ogółem                                                                 | 71 117                                                                 | —                                                                      | —                                                                      | —                                                                      | 3                                                                      | 3                                                                      |

### Wybory parlamentarne 1997
| Komitet wyborczy                                      | Komitet wyborczy                          | Głosów | %     | Mandaty | Wybrani posłowie     |
| ----------------------------------------------------- | ----------------------------------------- | ------ | ----- | ------- | -------------------- |
|                                                       | Akcja Wyborcza Solidarność                | 35 634 | 35,39 | 1       | Józef Bergier        |
|                                                       | Sojusz Lewicy Demokratycznej              | 19 975 | 19,84 | 1       | Szczepan Skomra      |
|                                                       | Polskie Stronnictwo Ludowe                | 18 292 | 18,17 | 1       | Franciszek Stefaniuk |
|                                                       | Ruch Odbudowy Polski                      | 6931   | 6,88  | –       |                      |
|                                                       | Unia Wolności                             | 5905   | 5,86  | –       |                      |
|                                                       | Unia Pracy                                | 4111   | 4,08  | –       |                      |
|                                                       | Blok dla Polski                           | 3449   | 3,43  | –       |                      |
|                                                       | Krajowa Partia Emerytów i Rencistów       | 2807   | 2,79  | –       |                      |
|                                                       | Unia Prawicy Rzeczypospolitej             | 1351   | 1,34  | –       |                      |
|                                                       | Krajowe Porozumienie Emerytów i Rencistów | 1318   | 1,31  | –       |                      |
|                                                       | „Niezależna i Bezpartyjna”                | 942    | 0,94  | –       |                      |
| Frekwencja: 46,72% Źródło: Państwowa Komisja Wyborcza |                                           |        |       |         |                      |

Poniższa tabela przedstawia podział mandatów dla komitetów wyborczych na podstawie uzyskanych głosów, a następnie obliczonych ilorazów wyborczych na podstawie metody D’Hondta.
| Podział mandatów dla komitetów wyborczych na podstawie metody D’Hondta | Podział mandatów dla komitetów wyborczych na podstawie metody D’Hondta | Podział mandatów dla komitetów wyborczych na podstawie metody D’Hondta | Podział mandatów dla komitetów wyborczych na podstawie metody D’Hondta | Podział mandatów dla komitetów wyborczych na podstawie metody D’Hondta | Podział mandatów dla komitetów wyborczych na podstawie metody D’Hondta | Podział mandatów dla komitetów wyborczych na podstawie metody D’Hondta | Podział mandatów dla komitetów wyborczych na podstawie metody D’Hondta |
| Komitet wyborczy                                                       | Komitet wyborczy                                                       | Liczba głosów                                                          | Iloraz wyborczy                                                        | Iloraz wyborczy                                                        | Iloraz wyborczy                                                        | Mandaty                                                                | TP                                                                     |
| Komitet wyborczy                                                       | Komitet wyborczy                                                       | Liczba głosów                                                          | /1                                                                     | /2                                                                     | /3                                                                     | Mandaty                                                                | TP                                                                     |
| ---------------------------------------------------------------------- | ---------------------------------------------------------------------- | ---------------------------------------------------------------------- | ---------------------------------------------------------------------- | ---------------------------------------------------------------------- | ---------------------------------------------------------------------- | ---------------------------------------------------------------------- | ---------------------------------------------------------------------- |
|                                                                        | Akcja Wyborcza Solidarność                                             | 35 634                                                                 | 35 634                                                                 | 17 817                                                                 | 11 878                                                                 | 1                                                                      | 1,23                                                                   |
|                                                                        | Sojusz Lewicy Demokratycznej                                           | 19 975                                                                 | 19 975                                                                 | 9988                                                                   | 6658                                                                   | 1                                                                      | 0,69                                                                   |
|                                                                        | Polskie Stronnictwo Ludowe                                             | 18 292                                                                 | 18 292                                                                 | 9146                                                                   | 6097                                                                   | 1                                                                      | 0,63                                                                   |
|                                                                        | Ruch Odbudowy Polski                                                   | 6931                                                                   | 6931                                                                   | 3466                                                                   | 2310                                                                   | 0                                                                      | 0,24                                                                   |
|                                                                        | Unia Wolności                                                          | 5905                                                                   | 5905                                                                   | 2953                                                                   | 2953                                                                   | 0                                                                      | 0,20                                                                   |
| Ogółem                                                                 | Ogółem                                                                 | 86 737                                                                 | —                                                                      | —                                                                      | —                                                                      | 3                                                                      | 3                                                                      |